# 阿朗东-帕桑
阿朗东-帕桑（法語：Arandon-Passins，法語發音：[aʁɑ̃dɔ̃ pasɛ̃]）是法国伊泽尔省的一个市镇，属于拉图尔迪潘区。该市镇于2017年由原市镇阿朗东和帕桑合并而成，行政中心位于帕桑。

## 地理
阿朗东-帕桑（45°41'19"N, 5°25'49"E）面积26.14 平方千米，位于法国奥弗涅-罗讷-阿尔卑斯大区伊泽尔省，该省份为法国东南部内陆省份，北起顺时针与安省、萨瓦省、上阿尔卑斯省、德龙省、阿尔代什省、卢瓦尔省和罗讷省。
与阿朗东-帕桑接壤的市镇（或旧市镇、城区）包括：克雷-梅皮约、圣维克托-德莫雷斯泰勒、莫雷斯泰勒、塞尔梅里约、库特奈、索莱米约。
阿朗东-帕桑的时区为UTC+01:00、UTC+02:00（夏令时）。

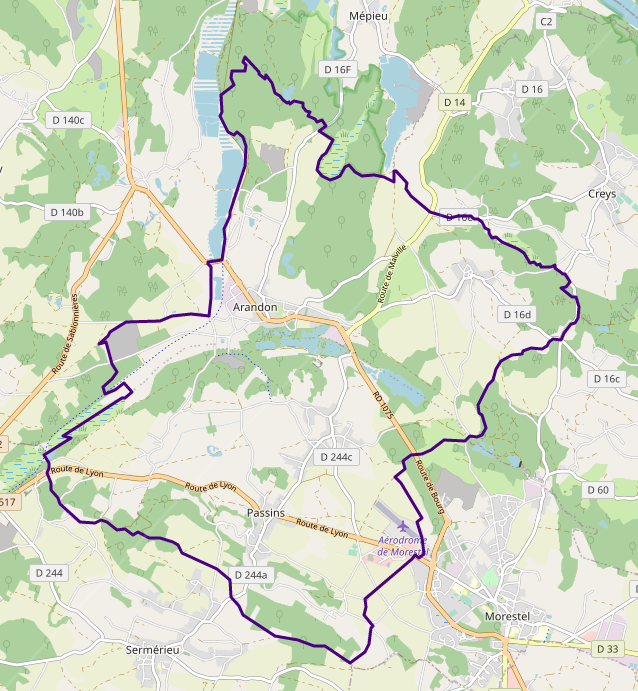
阿朗东-帕桑的OSM定位图

## 行政
阿朗东-帕桑的邮政编码为38510，INSEE市镇编码为38297。

## 政治
阿朗东-帕桑所属的省级选区为莫雷斯泰勒县。

## 人口
阿朗东-帕桑于2022年1月1日时的人口数量为1858人。